# دانکرک (فیلم ۱۹۵۸)
دانکرک (انگلیسی: Dunkirk) فیلمی به کارگردانی لسلی نورمن است که در سال ۱۹۵۸ منتشر شد. از بازیگران آن می‌توان به جان میلز، ریچارد اتنبرا، برنارد لی و لایونل جفریس اشاره کرد.